# شونسوكي ناكامورا
شونسوكي ناكامورا (باليابانية: 中村 俊輔)، من مواليد 24 يونيو 1978 في يوكوهاما، محافظة كاناغاوا، اليابان، لاعب كرة قدم ياباني، ويلعب في (نادي يوكوهاما مارينوس الياباني) ومنتخب اليابان لكرة القدم، وهو أحد أنجح اللاعبين الآسيويين في أوروبا، وقد فاز بكأس آسيا 2000 وكأس آسيا 2004.
بدأ ناكامورا لعب كرة القدم مع نادي يوكوهاما أف مارينوس في عام 1997، ولعب معهم 176 مباراة وسجل 45 هدف، وفي عام 2002 انتقل إلى نادي ريجينا الإيطالي، ولعب لهم لمدة 3 مواسم، وشارك في 81 مباراة وسجل 11 هدف، وفي عام 2005 انتقل إلى نادي سيلتك الإسكتلندي، وفي الموسم الأول مع النادي، ساعد ناكامورا النادي على الفوز بلقب الدوري الاسكتلندي الممتاز وكأس الدوري الاسكتلندي. وفي عام 2009 انتقل للعب مع نادي إسبانيول، وعاد في عام 2010 إلى نادي يوكوهاما مارينوس.

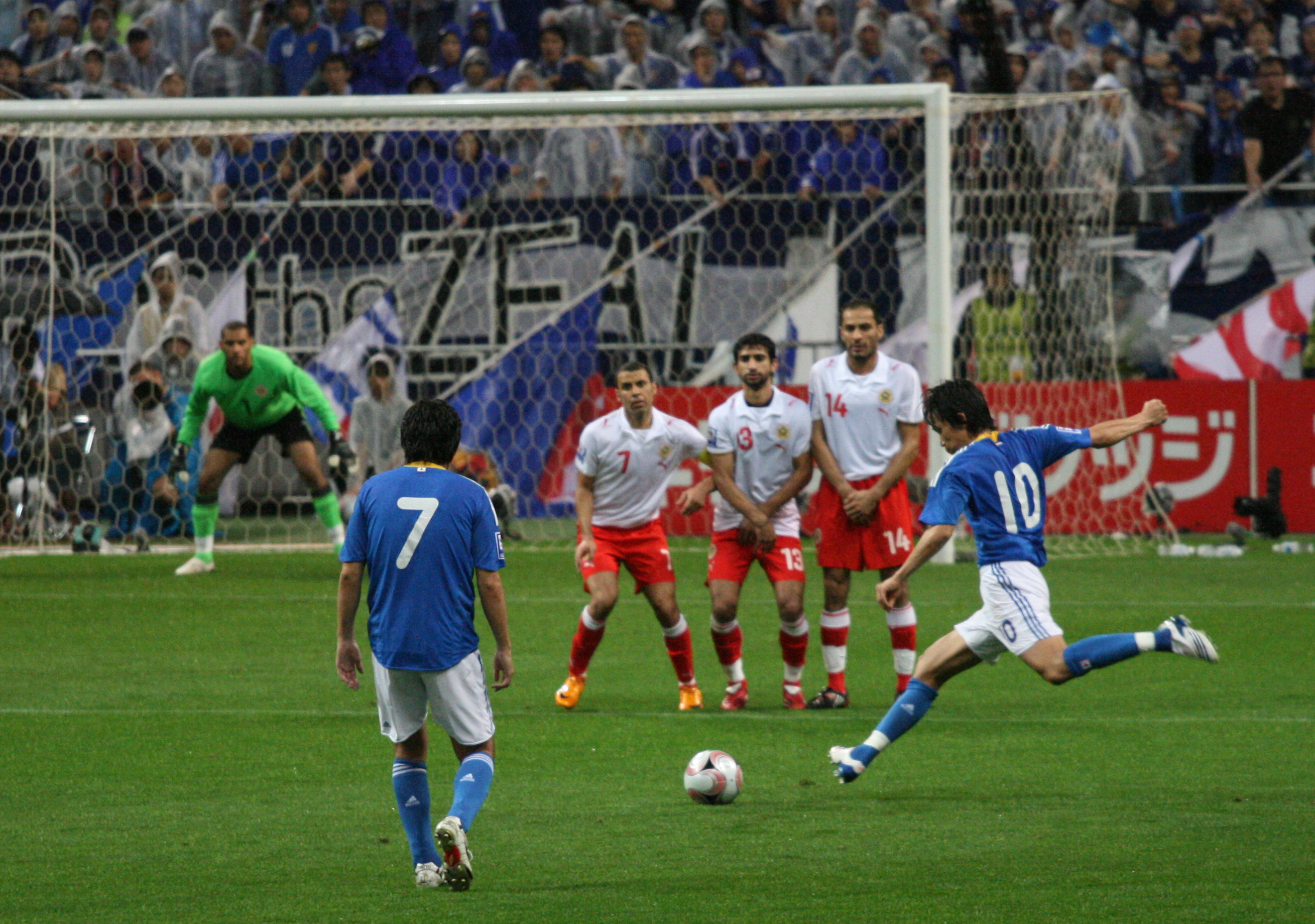
ناكامورا يسدد ضربة حرة مباشرة ضد البحرين في تصفيات كأس العالم 22 يونيو، 2008

و لم يشارك ناكامورا في كأس العالم لكرة القدم 2002، ولكنه شارك في كأس العالم لكرة القدم 2006 وبطولة كأس العالم لكرة القدم 2010 .

## روابط خارجية
- شونسوكي ناكامورا على موقع الاتحاد الدولي (مؤرشف)  (الإنجليزية)
- شونسوكي ناكامورا على موقع رابطة كرة القدم اليابانية للمحترفين (اليابانية)
- شونسوكي ناكامورا على موقع قاعدة بيانات كرة القدم.إي يو (الإنجليزية)
- شونسوكي ناكامورا على موقع ليكيب (الفرنسية)
- شونسوكي ناكامورا على موقع ناشيونال فوتبول تيمز (الإنجليزية)
- شونسوكي ناكامورا على موقع Soccerbase.com (لاعب) (الإنجليزية)
- شونسوكي ناكامورا على موقع Soccerway.com (الإنجليزية)
- شونسوكي ناكامورا على موقع عالم كرة القدم.نت (الإنجليزية)
- شونسوكي ناكامورا على موقع كووورة
- شونسوكي ناكامورا على موقع أوليمبيديا (الإنجليزية)